# ナタネール・プリングスハイム

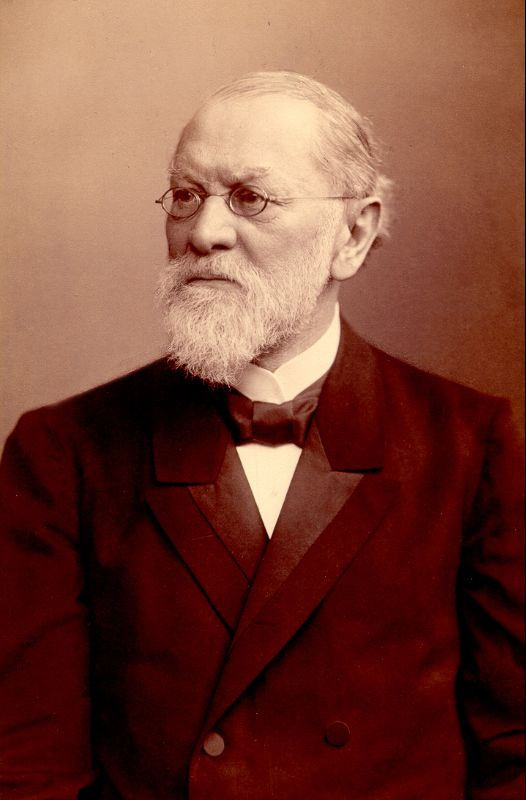
ナタネール・プリングスハイム (1890年)

ナタネール・プリングスハイム（Nathanael Pringsheim、1823年11月30日 - 1894年10月6日）は、ドイツの植物学者である。藻類の分野の研究において評価が高い。

## 略歴
現在はポーランドのGorzów ŚląskiであるランズベルクO.S.（Landsberg O.S）で生まれた。生家はユダヤ系の有名な実業家の一族であった。ブレスラウ大学、ライプツィヒ大学、ベルリン大学で学び、1848年に博士号を取り、1851年からベルリン大学の講師、1864年からイェナ大学の教授、大学植物園の園長を務めた。1868年にベルリン大学に戻り植物学の教授を務めた。1860年に、ベルリン・ブランデンブルク科学アカデミーの正会員に選ばれ、1864年に、名誉会員となった。ベルリン人類学・民族学・先史学協会の創立メンバーでもある。1879年、バイエルン科学アカデミー会員となった。1882年コテニウス・メダル受賞。
19世紀後半は植物学が収集と分類を主とする研究から、植物生理学の分野が発展した時代でプリングスハイムも重要な役割を果たした。1882年にベルリンにドイツ植物学会（Deutsche Botanische Gesellschaft:DBG）を設立し、"Jahrbücher für wissenschaftliche Botanik"（「植物科学年鑑」）の編集を行った。ハンブルクにプリングスハイムの名を冠した学会、Nathanael-Pringsheim-Gesellschaft zur Förderung der Biologischen Anstalt Helgoland e.Vがある。